# Episodi de Il cavaliere solitario (quarta stagione)
La quarta stagione della serie televisiva Il cavaliere solitario è andata in onda negli Stati Uniti dal 9 settembre 1954 all'8 settembre 1955 sulla ABC.
| nº | Titolo originale            | Prima TV USA      | Titolo italiano | Prima TV Italia |
| -- | --------------------------- | ----------------- | --------------- | --------------- |
| 1  | The Fugitive                | 9 settembre 1954  |                 |                 |
| 2  | Ex-Marshal                  | 16 settembre 1954 |                 |                 |
| 3  | Message to Fort Apache      | 23 settembre 1954 |                 |                 |
| 4  | The Frightened Woman        | 30 settembre 1954 |                 |                 |
| 5  | Gold Town                   | 7 ottobre 1954    |                 |                 |
| 6  | Six-Gun Sanctuary           | 14 ottobre 1954   |                 |                 |
| 7  | Outlaw's Trail              | 21 ottobre 1954   |                 |                 |
| 8  | Stage to Tishomingo         | 28 ottobre 1954   |                 |                 |
| 9  | Texas Draw                  | 4 novembre 1954   |                 |                 |
| 10 | Rendezvous at Whipsaw       | 11 novembre 1954  |                 |                 |
| 11 | Dan Reid's Fight for Life   | 18 novembre 1954  |                 |                 |
| 12 | Tenderfoot                  | 25 novembre 1954  |                 |                 |
| 13 | A Broken Match              | 2 dicembre 1954   |                 |                 |
| 14 | Colorado Gold               | 9 dicembre 1954   |                 |                 |
| 15 | Homer with a High Hat       | 16 dicembre 1954  |                 |                 |
| 16 | Two for Juan Ringo          | 23 dicembre 1954  |                 |                 |
| 17 | The Globe                   | 30 dicembre 1954  |                 |                 |
| 18 | Dan Reid's Sacrifice        | 6 gennaio 1955    |                 |                 |
| 19 | Enfield Rifle               | 13 gennaio 1955   |                 |                 |
| 20 | The School Story            | 20 gennaio 1955   |                 |                 |
| 21 | The Quiet Highwayman        | 27 gennaio 1955   |                 |                 |
| 22 | Heritage of Treason         | 3 febbraio 1955   |                 |                 |
| 23 | The Lost Chalice            | 10 febbraio 1955  |                 |                 |
| 24 | Code of the Pioneers        | 17 febbraio 1955  |                 |                 |
| 25 | The Law Lady                | 24 febbraio 1955  |                 |                 |
| 26 | Uncle Ed                    | 3 marzo 1955      |                 |                 |
| 27 | Jornada Del Muerto          | 10 marzo 1955     |                 |                 |
| 28 | Sunstroke Mesa              | 17 marzo 1955     |                 |                 |
| 29 | Sawtelle Saga's End         | 24 marzo 1955     |                 |                 |
| 30 | The Too-Perfect Signature   | 31 marzo 1955     |                 |                 |
| 31 | Trigger Finger              | 7 aprile 1955     |                 |                 |
| 32 | The Tell-Tale Bullet        | 14 aprile 1955    |                 |                 |
| 33 | False Accusations           | 21 aprile 1955    |                 |                 |
| 34 | Gold Freight                | 28 aprile 1955    |                 |                 |
| 35 | Wanted: The Lone Ranger     | 5 maggio 1955     |                 |                 |
| 36 | The Woman in the White Mask | 12 maggio 1955    |                 |                 |
| 37 | Bounty Hunter               | 19 maggio 1955    |                 |                 |
| 38 | Showdown at Sand Creek      | 26 maggio 1955    |                 |                 |
| 39 | Heart of a Cheater          | 9 giugno 1955     |                 |                 |
| 40 | The Swami                   | 16 giugno 1955    |                 |                 |
| 41 | Sheriff's Sale              | 23 giugno 1955    |                 |                 |
| 42 | Six-Gun Artist              | 30 giugno 1955    |                 |                 |
| 43 | Death Goes to Press         | 7 luglio 1955     |                 |                 |
| 44 | Return of Dice Dawson       | 14 luglio 1955    |                 |                 |
| 45 | Adventure at Arbuckle       | 21 luglio 1955    |                 |                 |
| 46 | The Return                  | 28 luglio 1955    |                 |                 |
| 47 | Framed for Murder           | 4 agosto 1955     |                 |                 |
| 48 | Trapped                     | 11 agosto 1955    |                 |                 |
| 49 | The Bait: Gold!             | 18 agosto 1955    |                 |                 |
| 50 | The Sheriff's Wife          | 25 agosto 1955    |                 |                 |
| 51 | Counterfeit Redskins        | 1º settembre 1955 |                 |                 |
| 52 | One Nation, Indivisible     | 8 settembre 1955  |                 |                 |

## The Fugitive
- Diretto da:
- Scritto da:

### Trama
- Interpreti: Clayton Moore (cavaliere solitario), Jay Silverheels (Tonto), Paul Langton (Clay Trowbridge), Charlita (Rosita), John Doucette (Blaze), Denver Pyle (scagnozzo Stack), Griff Barnett (dottor Bryant), Bob Woodward (conducente della diligenza #1)

## Ex-Marshal
- Diretto da:
- Scritto da:

### Trama
- Interpreti: Clayton Moore (cavaliere solitario), Jay Silverheels (Tonto), Ray Teal (Frank Dean), Stanley Clements (Lou Compton), House Peters Jr. (Chick Compton), John L. Cason (Barney Compton), Tyler McVey (sceriffo), Glenn Strange (conducente della diligenza)

## Message to Fort Apache
- Diretto da:
- Scritto da:

### Trama
- Interpreti: Clayton Moore (cavaliere solitario), Jay Silverheels (Tonto), Steve Brodie (Jack Boyer), Chick Chandler (Reverendo Walter Foster), Scott Elliott (tenente Jack Quincy), Nancy Hale (Mary Foster), Sheb Wooley (scagnozzo Hatton), Lane Bradford (scagnozzo Gus), Fay Roope (colonnello Gaines), Charles Meredith (dottor Scott), Harry Harvey (Clem, livery man), Robert Livingston (maggiore Harvey), Bob Woodward (conducente della diligenza)

## The Frightened Woman
- Diretto da:
- Scritto da:

### Trama
- Interpreti: Clayton Moore (cavaliere solitario), Jay Silverheels (Tonto), Emlen Davies (Jenny Houston), Bruce Cowling (John Morgan), Richard Travis (vice sceriffo Bowmont), Zon Murray (scagnozzo Waco), Emmett Lynn (Pete, Driver), Rickey Murray (Tommy Houston), Don C. Harvey (sceriffo Lake)

## Gold Town
- Diretto da:
- Scritto da:

### Trama
- Interpreti: Clayton Moore (cavaliere solitario), Jay Silverheels (Tonto), Edward Ashley (Edgar Wellington), James Craven (Kirk Mosley), Pierre Watkin (Dan Sherwood), Earle Hodgins (Barnaby Boggs), Myron Healey (scagnozzo Corey), James Parnell (scagnozzo Ringo), Anthony Sydes (Tommy)

## Six-Gun Sanctuary
- Diretto da:
- Scritto da:

### Trama
- Interpreti: Clayton Moore (cavaliere solitario), Jay Silverheels (Tonto), Don Beddoe (Whittaker), Douglas Kennedy (sceriffo Tom Lowell), Harry Harvey Jr. (Rod Lowell), Robert Williams (fuorilegge Hefty), Frank Fenton (Walt Smith), Hal Baylor (scagnozzo 'Notch' Brice)

## Outlaw's Trail
- Diretto da:
- Scritto da:

### Trama
- Interpreti: Clayton Moore (cavaliere solitario), Jay Silverheels (Tonto), Chris Drake (Jim Sage), Robert Bray (vice Joe Tarbuck), Jack Elam (Reno Lawrence), Hugh Sanders (Clyde Norton), Clarence Straight (sceriffo Charlie Park), Rory Mallinson (Ray Kelly, lynch capo banda), Robert Bice (Marshal John Lawton)

## Stage to Tishomingo
- Diretto da:
- Scritto da:

### Trama
- Interpreti: Clayton Moore (cavaliere solitario), Jay Silverheels (Tonto), Kenneth Patterson (Morton Harper), Don Megowan (scagnozzo Cherokee Smith), Robert Foulk (Joe Crockett), Mira McKinney (Older Stage passeggero), Lane Bradford (scagnozzo Matt Rush), Ben Welden (Joel Conway), Robert Carson (sceriffo Dal Hastings), Hank Worden (Ike Beatty, conducente della diligenza), Si Jenks (Jeff Corey, Stage Guard)

## Texas Draw
- Diretto da:
- Scritto da:

### Trama
- Interpreti: Clayton Moore (cavaliere solitario), Jay Silverheels (Tonto), Barry Kelley (Brother John Thorpe), James Westerfield (Crane Dillon), Christopher Dark (dottor William Hubbard), Marion Ross (Ginny Thorpe), Joe Haworth (scagnozzo Brazos), Frank Richards (scagnozzo Matt)

## Rendezvous at Whipsaw
- Diretto da:
- Scritto da:

### Trama
- Interpreti: Clayton Moore (cavaliere solitario), Jay Silverheels (Tonto), Anne O'Neal (Maud Hartwell aka Mrs. Mack), Don Beddoe (Silas Hartwell), Hugh Sanders (Matthew Block), John Doucette (scagnozzo Kelso), Paul Brinegar (scagnozzo Frankie), Clancy Cooper (sceriffo Bill Cooper), William Haade (Bat Larson)

## Dan Reid's Fight for Life
- Diretto da:
- Scritto da:

### Trama
- Interpreti: Clayton Moore (cavaliere solitario), Jay Silverheels (Tonto), Chuck Courtney (Dan Reid (Lone Ranger's nephew)), Nestor Paiva (Juan Pedro Cardoza), Mickey Simpson (scagnozzo Red Dixon), Henry Kulky (scagnozzo Gus Gottwalls), John Stephenson (Ranger Roy Barnett), Nacho Galindo (Pancho)

## Tenderfoot
- Diretto da:
- Scritto da:

### Trama
- Interpreti: Clayton Moore (cavaliere solitario), Jay Silverheels (Tonto), Robert Horton (Charles Pettigrew DeWitt III), Dan Riss (Gregg Stacey), Hal Baylor (scagnozzo Judd), William Forrest (Jim Ferris), Martin Garralaga (scagnozzo Pete), George Chandler (editore Ed Barker)

## A Broken Match
- Diretto da:
- Scritto da:

### Trama
- Interpreti: Clayton Moore (cavaliere solitario), Jay Silverheels (Tonto), Whit Bissell (Herman Martin), Robert Quarry (Jeff Williams), Glen Gordon (Bert Fallon, Scagnozzo leader), Paul Keast (banchiere Frank Scott), Nan Leslie (Jean Scott), Fred Coby (scagnozzo Cal), Don C. Harvey (sceriffo Briggs), Phil Tead (John Walker)

## Colorado Gold
- Diretto da:
- Scritto da:

### Trama
- Interpreti: Clayton Moore (cavaliere solitario), Jay Silverheels (Tonto), Gil Donaldson (Jim Farnum), Robert Shayne (Luther Gage), Norman Keats (Pete Lasco), Claudia Barrett (Mary Tanner), Gene Roth (Barney, the Blacksmith), George Barrows (Red, mine henchman), Mike Dengate (conducente della diligenza)

## Homer with a High Hat
- Diretto da:
- Scritto da:

### Trama
- Interpreti: Clayton Moore (cavaliere solitario), Jay Silverheels (Tonto), Chick Chandler (Homer Potts), Tom Brown (Billy-Be-Hung), Minerva Urecal (Ma Hank), Kathleen Crowley (Cindy Powers), Peter Hansen (Marshall Jim), Fred Libby (scagnozzo Vince), Terry Frost (Lafe, the Deputy), Duane Grey (scagnozzo Garvey)

## Two for Juan Ringo
- Diretto da:
- Scritto da:

### Trama
- Interpreti: Clayton Moore (Lone Ranger posing as Juan Ringo), Jay Silverheels (Tonto), John Hoyt (Edward Ashton), Lyle Talbot (banchiere George Wilson), Robert Bray (scagnozzo Mace), John L. Cason (scagnozzo Trip), Dennis Moore (agente John Moloney), Bert Holland (Sam, Waiter)

## The Globe
- Diretto da:
- Scritto da:

### Trama
- Interpreti: Clayton Moore (cavaliere solitario), Jay Silverheels (Tonto), Frank Ferguson (Lester Grey), Gregg Palmer (Stanley Ammons), Stuart Randall (Wardell Young), Michael Whalen (Marshal Hawkins), Phil Tead (Cherokee Webster), Phil Chambers (	negoziante Charlie)

## Dan Reid's Sacrifice
- Diretto da:
- Scritto da:

### Trama
- Interpreti: Clayton Moore (cavaliere solitario), Jay Silverheels (Tonto), Chuck Courtney (Dan Reid (Lone Ranger's nephew)), Percy Helton (Pete Travis), Mickey Knox (Slade Lewis), Fred Graham (scagnozzo Blackie), John Cliff (scagnozzo Thursday), Bill Kennedy (scagnozzo Rusty Smith)

## Enfield Rifle
- Diretto da:
- Scritto da:

### Trama
- Interpreti: Clayton Moore (cavaliere solitario), Jay Silverheels (Tonto), Frank Ferguson (Oscar Vale), Peter Mamakos (Gun smuggler Pierre), Bobker Ben Ali (Gun smuggler Jacques), Maurice Jara (Running Deer), Rico Alaniz (Gray Wolf), Walter Coy (colonnello Dower), Rand Brooks (tenente Tipton)

## The School Story
- Diretto da:
- Scritto da:

### Trama
- Interpreti: Clayton Moore (cavaliere solitario), Jay Silverheels (Tonto), Lee Aaker (Tommy Righter), Norman Keats (Jeb Cates), John Doucette (Lew Cates), Madge Meredith (Mrs. Righter), Dick Elliott (	negoziante), Stanley Andrews (Deacon Caleb), Paul Birch (sceriffo), Raymond Meurer (Ticket Clerk)

## The Quiet Highwayman
- Diretto da:
- Scritto da:

### Trama
- Interpreti: Clayton Moore (cavaliere solitario), Jay Silverheels (Tonto), Chuck Courtney (Dan Reid (Lone Ranger's nephew)), Hugh Sanders (Gill Canby), Dan Riss (Frank Atkins), Kathryn Card (Flora Bates), Harry Harvey (Ed Bates), Francis McDonald (sceriffo Lathrop), Dennis King Jr. (scagnozzo Slick), Roger Creed (scagnozzo Orson)

## Heritage of Treason
- Diretto da:
- Scritto da:

### Trama
- Interpreti: Clayton Moore (cavaliere solitario), Jay Silverheels (Tonto), Stuart Randall (Ace Martin), Charles Halton (Mr. Halsted), Don Haggerty (sceriffo), Peter Whitney (Windy Grant), Ed Hinton (Stag the Mute), Burt Mustin (conducente della diligenza)

## The Lost Chalice
- Diretto da:
- Scritto da:

### Trama
- Interpreti: Clayton Moore (cavaliere solitario), Jay Silverheels (Tonto), James Griffith (Hoakey Carter), Joe Turkel (scagnozzo Judd), William Challee (scagnozzo Reno), Julian Rivero (Jose), Edward Colmans (The Padre), Argentina Brunetti (Maria)

## Code of the Pioneers
- Diretto da:
- Scritto da:

### Trama
- Interpreti: Clayton Moore (cavaliere solitario), Chuck Courtney (Dan Reid (Lone Ranger's nephew)), Lyle Talbot (Elias Bradley), Walter Reed (Marshal Bill Grant), Emlen Davies (Mrs. Curtis), Bill Kennedy (scagnozzo Ames), Harry Lauter (Luke Potter), Paul Keast (Sam Hawkins), Barry Curtis (Jimmy Curtis), Morgan Shaan (scagnozzo Pete)

## The Law Lady
- Diretto da:
- Scritto da:

### Trama
- Interpreti: Clayton Moore (cavaliere solitario), Jay Silverheels (Tonto), Marjorie Lord (sceriffo Clare Lee), Peter Hansen (vice Bill Taylor), Richard Travis (Chad Harrison), Don Garrett (scagnozzo Smitty)

## Uncle Ed
- Diretto da:
- Scritto da:

### Trama
- Interpreti: Clayton Moore (cavaliere solitario), Jay Silverheels (Tonto), Will Wright (zio Ed Andrews), Peter Mamakos (Lefty Mott), Ed Hinton (Jake Logan), Bruce Cowling (Frank Adams), June Whitley Taylor (Laura Adams), Frank Hagney (Mike Carney), John Damler (sceriffo Grey), Nadine Ashdown (Susan Adams)

## Jornada Del Muerto
- Diretto da:
- Scritto da:

### Trama
- Interpreti: Clayton Moore (cavaliere solitario), Jay Silverheels (Tonto), Joseph Vitale (capo Luzito), Rick Vallin (Crazy Wolf Cantrell), Richard Crane (tenente Wilson), Steven Ritch (Juan), John Hubbard (maggiore Trask), Ray Montgomery (Courier), Marshall Bradford (dottore), Raymond Meurer (guardia)

## Sunstroke Mesa
- Diretto da:
- Scritto da:

### Trama
- Interpreti: Clayton Moore (cavaliere solitario), Jay Silverheels (Tonto), Chuck Courtney (Dan Reid (Lone Ranger's nephew)), John Pickard (Matt Coleman), Dwayne Hickman (Johnny Barton), John Mansfield (scagnozzo Vic), Joseph Crehan (avvocato Walter Crofts), Don C. Harvey (sceriffo)

## Sawtelle Saga's End
- Diretto da:
- Scritto da:

### Trama
- Interpreti: Clayton Moore (cavaliere solitario), Jay Silverheels (Tonto), Frances Bavier (Zia Maggie Sawtelle), Peter Hansen (Peter Sawtelle), Robert Foulk (Benjamin Sawtelle), William Forrest (sceriffo Taylor), Paul Keast (Matt Welsh)

## The Too-Perfect Signature
- Diretto da:
- Scritto da:

### Trama
- Interpreti: Clayton Moore (cavaliere solitario), Jay Silverheels (Tonto), Ray Teal (Tom Tabor), Katherine Warren (Agatha Tabor), Stacy Keach Sr. (Henry Stacy), Will J. White (scagnozzo Matt Corson), Charles Meredith (dottor Gotwals), Terry Frost (sceriffo), Glenn Strange (conducente della diligenza)

## Trigger Finger
- Diretto da:
- Scritto da:

### Trama
- Interpreti: Clayton Moore (cavaliere solitario), Chuck Courtney (Dan Reid (Lone Ranger's nephew)), Douglas Kennedy (sceriffo John Trent), Kasey Rogers (Mary Mason), Keith Richards (Hook Mason), Stacy Keach Sr. (editore Frank Crowell), Taggart Casey (scagnozzo Miller), Mickey Simpson (scagnozzo Holt), Steve Dunhill (vice Zack)

## The Tell-Tale Bullet
- Diretto da:
- Scritto da:

### Trama
- Interpreti: Clayton Moore (cavaliere solitario), Jay Silverheels (Tonto), Roy Roberts (dottor Harris Doyle), Anthony Caruso (Tuck Hanna), Mason Alan Dinehart (Howard Doyle), John L. Cason (Cash Nasby), Dennis Weaver (scagnozzo)

## False Accusations
- Diretto da:
- Scritto da:

### Trama
- Interpreti: Clayton Moore (cavaliere solitario), Jay Silverheels (Tonto), Whit Bissell (John DelRoy), Robert Bray (scagnozzo Barty), Harry Harvey (banchiere Niles), Michael Whalen (sceriffo Charlie McClelland), Bruce Cowling (Marshal Bill Collins), Marshall Reed (The Deputy)

## Gold Freight
- Diretto da:
- Scritto da:

### Trama
- Interpreti: Clayton Moore (cavaliere solitario), Jay Silverheels (Tonto), Chuck Courtney (Dan Reid (Lone Ranger's nephew)), Ted de Corsia (Sam Slater), House Peters Jr. (Jake Ronson), Dick Wessel (Suede Nelson), Kenneth MacDonald (sceriffo Mason), Jim Diehl (Tom, Wagon driver), Fred Libby (Henry, blustery gold shipper), Craig Duncan (cittadino)

## Wanted: The Lone Ranger
- Diretto da:
- Scritto da:

### Trama
- Interpreti: Clayton Moore (cavaliere solitario), Jay Silverheels (Tonto), Jesse White (colonnello Willoughby J. Oglethorpe), Richard Travis (Buck Wingate), William Challee (scagnozzo Hawk), Sheb Wooley (scagnozzo Tex), Alex Jackson (Bobo the clown), Ray Saunders (Kinky the clown), James Courtney (Flick, Lead Guardia), Mike Dengate (secondo Lookout)

## The Woman in the White Mask
- Diretto da:
- Scritto da:

### Trama
- Interpreti: Clayton Moore (cavaliere solitario), Chuck Courtney (Dan Reid (Lone Ranger's nephew)), Phyllis Coates (Mary Prince, alias Jane Johnson), Denver Pyle (Colby), Richard Reeves (Dike), Jack Dimond (Robert Prince, alias Phil Johnson), Peter M. Thompson (Jeff Stevens), Gregg Barton (conducente della diligenza)

## Bounty Hunter
- Diretto da:
- Scritto da:

### Trama
- Interpreti: Clayton Moore (cavaliere solitario), Jay Silverheels (Tonto), Russ Conway (Lex Sharp), Richard Reeves (Glenn Bolton), Pierre Watkin (sceriffo Collins), Gilbert Fallman (Doc Williams)

## Showdown at Sand Creek
- Diretto da:
- Scritto da:

### Trama
- Interpreti: Clayton Moore (cavaliere solitario), Jay Silverheels (Tonto), Chris Drake (sceriffo Jim Houston), Paul Burke (Willy Brady), Nancy Hale (Betty Houston), Stacy Keach Sr. (Wesley Carter), Robert Williams (scagnozzo Blake), Phil Tead (Pop Dawson, storekeeper)

## Heart of a Cheater
- Diretto da:
- Scritto da:

### Trama
- Interpreti: Clayton Moore (cavaliere solitario), Chuck Courtney (Dan Reid (Lone Ranger's nephew)), Eddy Waller (nonno Jim Haskell), Tommy Ivo (Shelby Haskell), Natalie Masters (Elizabeth Haskell), John Pickard (Moose Miller), William Challee (scagnozzo Pecos Smith)

## The Swami
- Diretto da:
- Scritto da:

### Trama
- Interpreti: Clayton Moore (cavaliere solitario), Jay Silverheels (Tonto), Chuck Courtney (Dan Reid (Lone Ranger's nephew)), Earle Hodgins (Barnaby Boggs), Eddy Waller (Hardrock Hazen), Lou Krugman (Steve 'Swami Yoganto' Smith), Kem Dibbs (Spike Naylor, Scagnozzo leader), Chuck Carson (scagnozzo Dobe)

## Sheriff's Sale
- Diretto da:
- Scritto da:

### Trama
- Interpreti: Clayton Moore (cavaliere solitario), Jay Silverheels (Tonto), Peter Hansen (sceriffo Jack Morrison), Larry J. Blake (Hutch Conant), Helen Seamon (Shirley Morrison), Thurston Hall (Claude Pierce, Banker), Larry Hudson (Gullion, the Forger), Aaron Saxon (scagnozzo Tiger)

## Six-Gun Artist
- Diretto da:
- Scritto da:

### Trama
- Interpreti: Clayton Moore (cavaliere solitario), Jay Silverheels (Tonto), Elaine Riley (Julia Gregory), Norman Willis (Hack Davis, Scagnozzo leader), Guy Williams (sceriffo Will Harrington), Mort Mills (scagnozzo Lafe), Emmett Lynn (Hutch, Stagecoach Driver)

## Death Goes to Press
- Diretto da:
- Scritto da:

### Trama
- Interpreti: Clayton Moore (cavaliere solitario), Jay Silverheels (Tonto), Peter Hansen (Smiley Phillips), Frank Ferguson (Cassius Holt), Guy Sorel (sceriffo Newt Hubbard), Kenneth MacDonald (vice Zack), Addison Richards (colonnello Ingersoll)

## Return of Dice Dawson
- Diretto da:
- Scritto da:

### Trama
- Interpreti: Clayton Moore (cavaliere solitario), Jay Silverheels (Tonto), Harry Carey Jr. (Dice Dawson, alias Jay Thomasson), James Todd (Ken Elliott), Harry Lauter (scagnozzo Jack Duff), Barbara Eiler (Nellie Thomasson), Herbert Heyes (sceriffo Dave Chamberlain), Al Wyatt Sr. (Marshal Lanning)

## Adventure at Arbuckle
- Diretto da:
- Scritto da:

### Trama
- Interpreti: Clayton Moore (cavaliere solitario), Jay Silverheels (Tonto), Ray Teal (Doc Grayson), Nan Leslie (Susan Starr), Lou Krugman (Case Gordon), James Griffith (sceriffo Dick Sundell), William Challee (Bad-Eye Dixon), Paul Keast (Mr. Biddle)

## The Return
- Diretto da:
- Scritto da:

### Trama
- Interpreti: Clayton Moore (cavaliere solitario), Jay Silverheels (Tonto), Yvette Duguay (Talana), Christopher Dark (Kat-Kem), Frank Wilcox (Bradford, Indian Agent), Terry Frost (lo sceriffo), Reed Howes (conducente della diligenza)

## Framed for Murder
- Diretto da:
- Scritto da:

### Trama
- Interpreti: Clayton Moore (cavaliere solitario), Jay Silverheels (Tonto), James Best (Jim Blake), David Bruce (John Carter), Whit Bissell (Roger Gilman), Robert Carson (sceriffo Dawson), Jan Shepard (Ruth Foster), Marshall Bradford (Mr. Foster)

## Trapped
- Diretto da:
- Scritto da:

### Trama
- Interpreti: Clayton Moore (cavaliere solitario), Jay Silverheels (Tonto), Frank Ferguson (scagnozzo Bennett), Taggart Casey (Gaff Morgan), John Doucette (vice Sawyer), Robert Ellis (Jack 'Kid' Hall), Marshall Bradford (lo sceriffo)

## The Bait: Gold!
- Diretto da:
- Scritto da:

### Trama
- Interpreti: Clayton Moore (cavaliere solitario), Jay Silverheels (Tonto), George N. Neise (Fred Fulton), Richard Avonde (Bart, Lead Robber), John Phillips (Hank, Second Robber), Michael Whalen (Tom Harding), Joan Hovis (Terry Harding), Hank Worden (Jud, Stagecoach Driver)

## The Sheriff's Wife
- Diretto da:
- Scritto da:

### Trama
- Interpreti: Clayton Moore (cavaliere solitario), Jay Silverheels (Tonto), Jack Elam (Jack Miles), Joe Turkel (Ray Miles), Hugh Sanders (vice Buck Waters), Elaine Edwards (Ella Russell), John Bryant (sceriffo Frank Russell)

## Counterfeit Redskins
- Diretto da:
- Scritto da:

### Trama
- Interpreti: Clayton Moore (cavaliere solitario), Jay Silverheels (Tonto), Paul Langton (Regis Bassett), John Doucette (Beau Slate), Harry Lauter (scagnozzo Garth), Russell Johnson (Tom Levering), Mel Welles (sceriffo Pender), Peter Mamakos (capo Gray Eagle), Wayne Schatter (scagnozzo Reno)

## One Nation, Indivisible
- Diretto da:
- Scritto da:

### Trama
- Interpreti: Clayton Moore (cavaliere solitario), Jay Silverheels (Tonto), Tyler MacDuff (Brad Stanton), Don Garner (Jeff Stanton), Lyle Talbot (banchiere Fred Logan), Roy Barcroft (sceriffo Maxwell), Rand Brooks (Ben Logan), Watson Downs (Tom Davis)